# نبرد آوازو
نبرد آوازو (به ژاپنی: 粟津の戦い Battle of Awazu) یکی از نبردهای وابسته به جنگ گنپی مابین خاندان تایرا و خاندان میناموتو بود.